# Ctenomys brasiliensis
El tucu-tucu brasileño (Ctenomys brasiliensis) es una especie de roedor histricomorfo de la familia Ctenomyidae propia de Sudamérica. Se encuentra solament en Brasil, siendo por tanto una especie endémica de dicho país.